# Tournefortia brantii
Tournefortia brantii är en strävbladig växtart som beskrevs av J.S. Miller. Tournefortia brantii ingår i släktet Tournefortia och familjen strävbladiga växter. Inga underarter finns listade i Catalogue of Life.